# José Manuel Puebla
José Manuel Puebla Ros (Cartagena, 10 de diciembre de 1970) es un humorista gráfico español. Publica en el diario ABC y en el diario regional murciano La Verdad.

## Biografía
Tras estudiar Bellas Artes en la Universidad de Sevilla (1995), publica su primer libro de humor gráfico (2005), con el título Con buen talante.
Siendo profesor de instituto, en 2006 decide dedicarse por entero a trabajar en el ámbito del dibujo y del humor gráfico. Comienza a trabajar en diversos diarios: Diario 16, La Opinión de Murcia, El Economista y en La Gaceta.

## Premios
- Dos premios en el Salón Internacional del Cómic de Barcelona (2006), el de Autor revelación y el de Mejor obra con su primer libro recopilatorio Con buen talante (2005).[4]
- Premio Fundación Guardia Civil (2015).[5]
- Premio La Fragua (Murcia, 2024).[6]

## Publicaciones
- Con buen talante (2005)
- Por no llorar (2009)
- Si no fuera por estos raticos (LID Editorial, 2014)
- No está todo reído (LID Editorial, 2018)
- La ventana indiscreta (REINO DE CORDELIA, 2023)